# Hans Wiesen
Hans Wiesen (* 7. Mai 1936 in Braunschweig; † 14. November 2013 in Neumünster) war ein deutscher Agraringenieur und Politiker (SPD).
Er war von 1988 bis 1998 Landwirtschaftsminister des Landes Schleswig-Holstein.

## Leben und Beruf
Nach dem Abitur absolvierte Wiesen eine Ausbildung zum Landwirtschaftsgehilfen und zum staatlich geprüften Landwirt. Anschließend war er als Verwalter auf landwirtschaftlichen Großbetrieben tätig.
Hans Wiesen war verheiratet und wurde Vater eines Kindes. Seit 1960 war er Mitglied des Kieler Corps Palaiomarchia-Masovia.

## Partei
Hans Wiesen gehörte von 1973 bis 1975 und von 1977 bis 1998 dem SPD-Landesvorstand in Schleswig-Holstein an. Von 1975 bis 1981 war er Vorsitzender des SPD-Kreisverbandes Rendsburg-Eckernförde.

## Abgeordneter
Hans Wiesen war von 1970 bis 1975 Mitglied im Gemeinderat von Bordesholm und gehörte von 1974 bis 1978 auch dem Kreistag des Kreises Rendsburg-Eckernförde an.
Von 1975 bis 1998 war er Mitglied des Landtages von Schleswig-Holstein.

## Öffentliche Ämter
Nach der Landtagswahl 1988 wurde Wiesen am 31. Mai 1988 als Minister für Ernährung, Landwirtschaft, Forsten und Fischerei in die von Ministerpräsident Björn Engholm geführte Landesregierung von Schleswig-Holstein berufen. Dieses Amt behielt er auch unter dessen Amtsnachfolgerin Heide Simonis. Da die SPD bei der Landtagswahl 1996 ihre absolute Mehrheit verloren hatte und nun eine Koalition mit Bündnis 90/Die Grünen einging, die den Bereich Forsten aus Wiesens Ressort beanspruchten, amtierte Wiesen ab dem 22. Mai 1996 als Minister für ländliche Räume, Landwirtschaft, Ernährung und Tourismus. Am 5. Mai 1998 schied er aus Altersgründen aus der Landesregierung aus.